# Johannes Berenz
Johannes Berenz (* 1. Mai 1965 in Berlin), ehemals bekannt als Johannes Baasner, ist ein deutscher Schauspieler, Hörspielsprecher und Synchronsprecher.

## Wirken
Berenz arbeitete in der Vergangenheit auch als Schauspieler, so unter anderem bei Gute Zeiten, schlechte Zeiten. Heute konzentriert er sich verstärkt auf die Arbeit als Synchronsprecher. Er synchronisierte unter anderem Owen Wilson (Meine Braut, ihr Vater und ich) und Hugh Quarshie (Star Wars: Episode I – Die dunkle Bedrohung). In der Hörspielserie Mystic Knights ist er in der Rolle des Angus zu hören. Zudem ist er auch im Anime-Bereich tätig und lieh z. B. in der Serie Card Captor Sakura dem Charakter Yoshiyuki Terada seine Stimme.
Berenz ist des Weiteren in zahlreichen Computerspielen zu hören. Seine bekannteste Rolle ist die des Protagonisten William Joseph "B.J." Blazkowicz in den von MachineGames entwickelten neueren Teilen der Wolfenstein-Reihe. Im Videospiel Far Cry 5 spricht er den Antagonisten Joseph Seed. Diese Rolle nahm er sowohl im Spin-Off Far Cry New Dawn sowie in der DLC-Episode Joseph: Kollaps von Far Cry 6 wieder auf.

## Filmografie

### Als Synchronsprecher (Auswahl)
Ben Affleck
- 1995: Mallrats, Rolle: Shannon Hamilton
- 1998: Phantoms, Rolle: Bryce Hammond
- 1998: Shakespeare in Love, Rolle: Ned Alleyn
- 1999: Eine Nacht in New York, Rolle: Barkeeper
- 1999: Dogma, Rolle: Bartleby
- 2000: Risiko – Der schnellste Weg zum Reichtum, Rolle: Jim Young
- 2000: Wild Christmas, Rolle: Rudy Duncan
- 2001: Jay und Silent Bob schlagen zurück, Rolle: Holden McNeil
- 2002: Hilfe, ich habe ein Date!, Rolle: Michael
- 2003: Liebe mit Risiko – Gigli, Rolle: Larry Gigli

#### Filme
- 1999: Für Hugh Quarshie in Star Wars: Episode I – Die dunkle Bedrohung, Rolle: Captain Quarsh Panaka
- 2003: Für Marc Blucas in Flight Girls, Rolle: Tommy Boulay
- 2003: Für Mark Wahlberg in The Italian Job – Jagd auf Millionen, Rolle: Charlie Croker
- 2004: Für Owen Wilson in Meine Frau, ihre Schwiegereltern und ich, Rolle: Kevin Rawley
- 2005: Für Bradley Darryl Wong in Mulan 2, Rolle: Hauptmann Li Shang
- 2008: Für David Duchovny in Akte X – Jenseits der Wahrheit, Rolle: Agent Fox Mulder
- 2009: Für Rob Riggle in Hangover, Rolle: Officer Franklin
- 2010: Für Jason MacDonald in So spielt das Leben, Rolle: Cousin
- 2011: Für Danny Pino in Auf brennender Erde, Rolle: Santiago
- 2011: Für Jason Isaacs in Atemlos – Gefährliche Wahrheit, Rolle: Kevin Harper
- 2012: Für John Michael Higgins in Pitch Perfect, Rolle: John
- 2012: Für Jimmy Kimmel in Project X, Rolle: Jimmy Kimmel
- 2013: Für Joe Taslim in Fast & Furious 6, Rolle: Jah
- 2013: Für Gary Weeks in Voll abgezockt, Rolle: Prominence–Sicherheitswache
- 2013: Für Josh Holloway in Battle of the Year, Rolle: Jason Blake
- 2013: Für Anthony Lemke in White House Down, Rolle: Captain Hutton
- 2014: Für Frank Grillo in The Return of the First Avenger, Rolle: Brock Rumlow / Crossbones
- 2015: Für Rob Riggle in Let’s be Cops – Die Party Bullen, Rolle: Segars
- 2015: Für John Michael Higgins in Pitch Perfect 2, Rolle: John
- 2016: Für Frank Grillo in The First Avenger: Civil War, Rolle: Brock Rumlow / Crossbones
- 2018: Für Patrick Wilson in Aquaman, Rolle: Orm
- 2018: Schicksalhafte Weihnachten Rolle: Bill Krueger
- 2019: Für Frank Grillo in Avengers: Endgame, Rolle: Brock Rumlow / Crossbones
- 2019: Für Cliff Curtis in Doctor Sleeps Erwachen, Rolle: Billy Freeman
- 2020: Für Nat Faxon in 3 Engel für Charlie, Rolle: Peter Fleming
- 2020: Für Ioan Gruffudd in Code Ava – Trained To Kill, Rolle: Peter Hamilton
- 2022: Für Anson Mount in Doctor Strange in the Multiverse of Madness, Rolle: Black Bolt

#### Serien
- 2002–2009: Für Eric Close in Without a Trace – Spurlos verschwunden, Rolle: Martin Fitzgerald
- 2003: Für Nathan Fillion in Buffy – Im Bann der Dämonen, Rolle: Caleb
- 2003–2004: Für Chris Eigeman in Gilmore Girls, Rolle: Jason „Digger“ Stiles
- 2004–2010: Für Josh Holloway in Lost, Rolle: James „Sawyer“ Ford
- 2005: Für Steven Eckholdt in Desperate Housewives, Rolle: Officer Rick Thompson
- 2005–2006: Für Frank Grillo in Prison Break, Rolle: Nick Savrinn (19 Folgen)
- 2005–2007, 2014: Für Isaiah Washington in Grey’s Anatomy, Rolle: Dr. Preston Burke
- 2009: Für Steven Weber in Desperate Housewives, Rolle: Lloyd
- 2010–2017: Für Josh Hopkins in Cougar Town, Rolle: Grayson Ellis
- 2012: Für Christopher Goodman in Desperate Housewives, Rolle: Bill
- 2012–2023: Für Erik Palladino in Navy CIS: L.A., Rolle: Vostanik Sabatino
- 2013: Für Michael Reilly Burke in Vampire Diaries, Rolle: Pastor Young
- 2014: Für Mark Deklin in Devious Maids – Schmutzige Geheimnisse, Rolle: Nicholas Deering
- 2014–2019: Für Isaiah Washington in The 100, Rolle: (Thelonious) Jaha
- 2014: Für Yūichi Nakamura in Tokyo Ghoul, Rolle: Renji Yomo
- 2014–2015: Für Will Arnett in The Millers, Rolle: Nathan Miller
- 2014–2017: Für Dee Bradley Baker in Star Wars Rebels, Rolle: Admiral Kassius Konstantine
- 2017: Für Rick Yune in Prison Break, Rolle: Ja
- 2017: Für Anson Mount in Marvel’s Inhumans, Rolle: Black Bolt
- 2017–2022: Für Grant Show in Der Denver-Clan, Rolle: Blake Carrington
- 2019: Für Akio Ootsuka in Vinland Saga (Animeserie), Rolle: Thorkell
- 2021: Für Neal McDonough in What If…?, Rolle: Timothy „Dum Dum“ Dugan
- 2021, 2023: Für Frank Grillo in What If…?, Rolle: Brock Rumlow

#### Videospiele
- 2007: Command & Conquer 3: Tiberium Wars als Nod Leutnant Ajay
- 2010: Alter Ego als Timothy Moor
- 2014: Wolfenstein: The New Order als BJ Blazkowicz
- 2014: Assassin’s Creed Unity als Pierre Bellec
- 2015: Wolfenstein: The Old Blood als BJ Blazkowicz
- 2016: Tom Clancy’s The Division als Paul Rhodes
- 2017: Mittelerde: Schatten des Krieges als Zog der Ewige
- 2017: Wolfenstein II: The New Colossus als BJ Blazkowicz
- 2018: Far Cry 5 als Joseph Seed
- 2018: Assassin’s Creed Odyssey als Leonidas
- 2019: Far Cry New Dawn als Joseph Seed
- 2019: Wolfenstein: Youngblood als BJ Blazkowicz
- 2020: Cyberpunk 2077 als River Ward
- 2021: F1 2021 als Casper Akkerman
- 2024: Star Wars Outlaws als Sliro Barsha

### Als Schauspieler
- 1987: Otto – Der neue Film
- 1992–1993: Gute Zeiten, schlechte Zeiten, als Frank Ullrich
- 1993: Durchreise – Die Geschichte einer Firma (Sechsteiliger Fernsehfilm)
- 1994: Der Havelkaiser
- 1996: Praxis Bülowbogen: Zurück zu den Wurzeln
- 1998: Alarm für Cobra 11 – Die Autobahnpolizei

## Hörspiele (Auswahl)
- 2015: Monster 1983, Lübbe Audio/Audible als Freak (Alan de Nova)
- 2020 (Audible): Star Wars – Die Dunkle Bedrohung. Das Original-Hörspiel zum Kinofilm (Star Wars: Episode I – Die dunkle Bedrohung) als Captain Panaka